# Siège Rai de Cagliari
 (décembre 2019).
Si vous disposez d'ouvrages ou d'articles de référence ou si vous connaissez des sites web de qualité traitant du thème abordé ici, merci de compléter l'article en donnant les références utiles à sa vérifiabilité et en les liant à la section « Notes et références ».
Le siège Rai de Cagliari (en italien Sede Rai di Cagliari) est l'une des 21 directions régionales du réseau Rai 3, émettant sur la région de la Sardaigne et basée à Cagliari.

## Histoire
Le siège Rai de Cagliari est créé après la Seconde Guerre mondiale.

## Émissions régionales
- TGR Sardegna : toute l'actualité régionale diffusée chaque jour de 14h00 à 14h20, 19h30 à 19h55 et 00h10
- TGR Meteo : météo régionale, remplacé par Rai Meteo Regionale le 3 juin 2018
- Buongiorno Regione (en français « Bonjour Région ») : toute l'actualité régionale diffusée chaque jour du lundi au vendredi de 7h30 à 8h00, il n'est pas diffusé en été.